# ژان-لویی آرل
ژان-لویی آرل (فرانسوی: Jean-Louis Harel‎؛ زادهٔ ۹ سپتامبر ۱۹۶۵) دوچرخه‌سوار اهل فرانسه است.
وی در مسابقات کشوری و بین‌المللی در مجموع برندهٔ ۱ مدال برنز شده‌است.